# ایاما
ایاما (به لاتین: Aiamaa) یک روستا در استونی است که در دهستان نو واقع شده‌است.